# 我山亜希子
我山 亜希子（がざん あきこ、1974年3月13日 - ）は、フリーの女性アナウンサー。

## 人物・来歴
- 長野県出身。
- 元中部日本放送ラジオ契約リポーター。
- 趣味　パン作り、そば打ち
- 特技　空手
- 資格　普通自動車免許

## 担当番組
- イブニング・ファイブ（TBS）リポーター
- KIRIN presents 7300 BAYSIDE KITCHIN (bayfm) リポーター
- POWER BAY MORNING（bayfm）パーソナリティ
- MARIVE TIME & STYLE （bayfm）リポーター
- BAY MORNING STREAM（bayfm）パーソナリティ
- ウハウハ競馬（CTC・TVS）MC
- 情報あさびん (TVS) リポーター
- 情報ひるびん (TVS) 中継リポーター
- 地元の人が教える！2泊3日の旅（旅チャンネル）